# Eskindir Tesfay

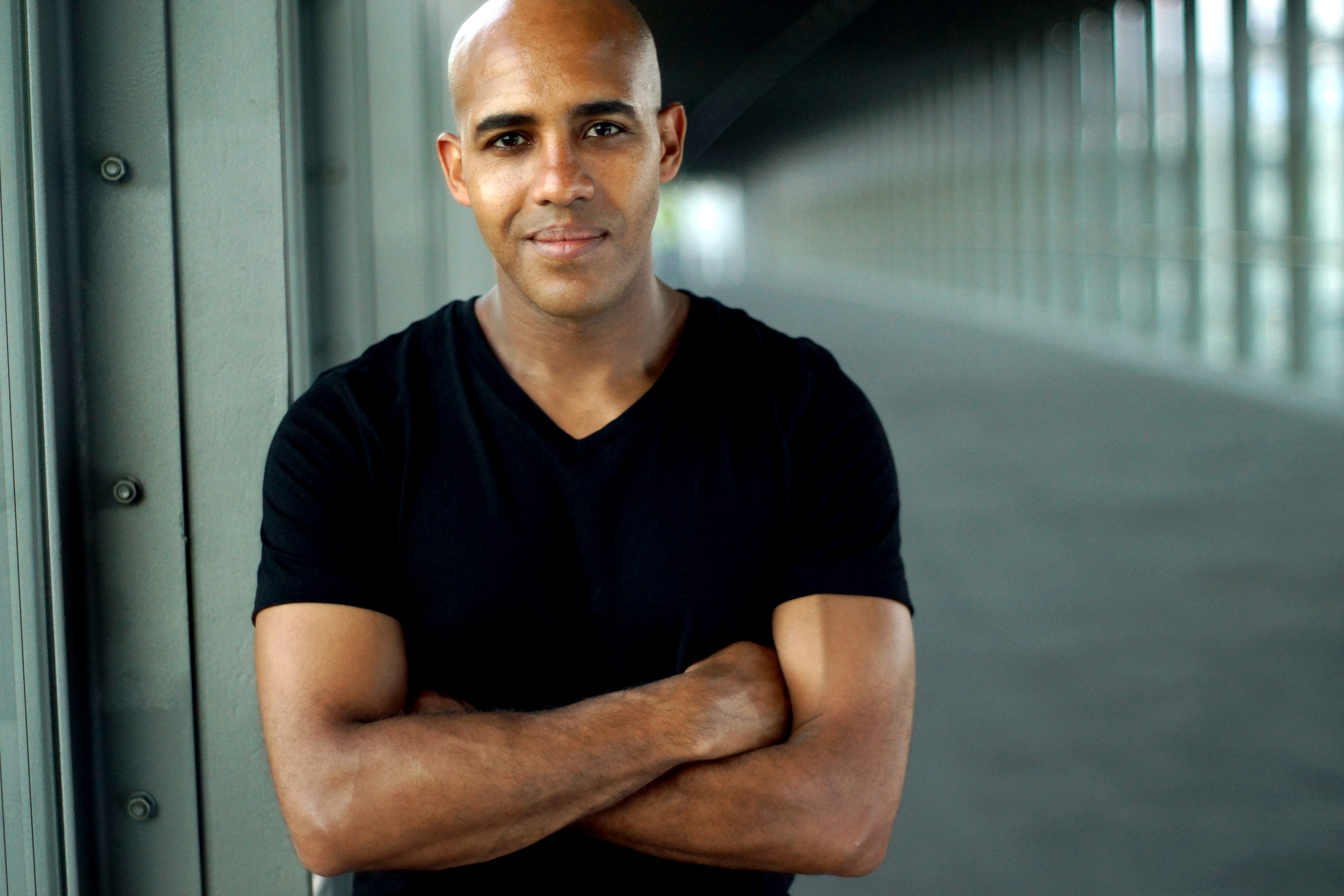
Eskindir Tesfay (2013)

Eskindir Tesfay (* 13. Oktober 1976 in Asmara, Eritrea) ist ein deutscher Schauspieler, Kampfkünstler, 
Produzent und Regisseur.

## Leben
Tesfay wuchs in Ulm, Deutschland, auf und entdeckte schon früh seine Leidenschaft für Film, Kampfkunst, Kulturen und Sprachen. Als junger Erwachsener reiste er nach China, um dort Kung Fu zu trainieren, was seine künstlerische Laufbahn nachhaltig prägte. Seine sprachliche Begabung zeigte sich, als er den ersten Platz in einem bundesweiten Chinesisch-Wettbewerb des Bundeswettbewerbs Fremdsprachen belegte. Als Sieger erhielt er ein Stipendium für einen Sprachkurs in Peking, was ihn dazu motivierte, Sinologie zu studieren. Von 1999 bis 2005 vertiefte er seine Kenntnisse in Sinologie und Kampfkünsten während seines Studiums in Heidelberg und Taiwan.
Seine ersten Erfahrungen vor der Kamera sammelte Tesfay als Werbedarsteller und Model. Später arbeitete er als Schauspieler und Action-Choreograf an deutschen und internationalen Produktionen mit, darunter auch mit Jackie Chan. 2010 wurde er für seine Kampfkunst-Choreografien bei den Taurus World Stunt Awards in Los Angeles in der Kategorie „Best Fight“ nominiert. Seitdem produziert und inszeniert er erfolgreich Kurzfilme und Spielfilme.
Tesfay spricht neben Deutsch fließend Tigrinya, Englisch und Mandarin. Zudem verfügt er über Grundkenntnisse in Türkisch und Französisch. Derzeit arbeitet er an mehreren Filmprojekten als Produzent und Regisseur.
- Quelle: [Südwest Presse: Eskindir Tesfay – Der Ulmer, der mit Jackie Chan drehte](https://www.swp.de/kultur/eskindir-tesfay-der-ulmer-der-mit-jackie-chan-drehte-77414777.html)*

## Filmografie
- 2024: WaPo Bodensee
- 2023: Liebes Kind
- 2022: Uncharted
- 2022: Börü 2039
- 2021: Nummer eins (Musikvideo)
- 2020: Cyberpunk 2077 – Phoenix Program (Kurzfilm)
- 2020: ÜberWeihnachten (Netflix)
- 2019: Song of the Assassins (Kinofilm, China)
- 2018: Sense 8 - Amor Vincit Omnia (Netflix)
- 2018: Ingenium (Kinofilm)
- 2018: Ronny & Klaid (Kinofilm)
- 2017: Terra X – Der Aufstand des Mahdi (Doku-Reihe), ZDF
- 2017: Tiger Girl (Kinofilm)
- 2017: Kung Fu Yoga (Gong fu yu jia) (Kinofilm)
- 2016: Darth Maul: Apprentice (Kurzfilm)
- 2016: Out of Control (Kinofilm)
- 2016: Immigration Game (Kinofilm)
- 2015–2016: Schneeflöckchen (Kinofilm)
- 2015: Augmented (Kurzfilm)
- 2015: Die Tribute von Panem – Mockingjay Teil 2 (Kinofilm)
- 2014: Die Tribute von Panem – Mockingjay Teil 1 (Kinofilm)
- 2014: Hitman: Agent 47 (Kinofilm)
- 2014: Real Fight (Kinofilm)
- 2014: Der Kriminalist (Folge Rex Solus)
- 2013: Heldt (Fernsehserie)
- 2013: Outcast (Kinofilm)
- 2013: Roughtown (Kurzfilm)
- 2012: Die Abenteuer des Huck Finn (Kinofilm)
- 2012: Im weißen Rössl – Wehe Du singst! (Kinofilm)
- 2012: Cloud Atlas (Kinofilm)
- 2012: Tim Sander Goes to Hollywood (Dokumentarfilm)
- 2012: A Time of Vultures (Kurzfilm)
- 2012: Ladykracher, 8. Staffel 1. Episode (Fernsehserie)
- 2011: Una Vita Da Sogno (Kinofilm)
- 2011: Unknown Identity (Kinofilm)
- 2011: Tatort: Der illegale Tod (Fernsehfilm)
- 2011: Ein Fall für Zwei – Liebesblind (Fernsehfilm)
- 2010: Aslan (Kurzfilm)
- 2010: Durch die Nacht mit … (Arte-Reihe, Episode 77)
- 2009: Zhang Wu Shuang (Kinofilm)
- 2009: Guerilla’s Blood Trailer
- 2009: Lasko die Faust Gottes – Pilotfolge (Fernsehfilm)
- 2008: Speedracer (Kinofilm)
- 2008: Alia-Bosniac Rhapsody (Fernsehfilm)
- 2007: Boundzound – „Louder“ (Musikvideo)
- 2007: Der Baader Meinhof Komplex (Kinofilm)

## Auszeichnungen
- 2014 „Roughtown“ gewinnt in der Kategorie „Best German Short Film“ beim Berlin Short Film Festival (Produzent)
- 2010 Taurus World Stunt Award Nominierung Best Fight mit Mathis Landwehr